# Elliot Handler
Elliot Handler (Chicago, 9 de abril de 1916 — Los Angeles, 21 de julho de 2011) foi o co-fundador da Mattel. Criou o nome da boneca Barbie em homenagem a sua filha de nome Bárbara. A boneca fora criada por sua esposa Ruth Handler. O boneco Ken foi inspirado em outro filho do casal, Kenneth, morto em 1994, de tumor cerebral.

## Mattel
A Mattel recebeu seu nome dos parceiros de negócios Harold "Matt" Matson e El liot Handler em 1945. A esposa de Elliot, Ruth, assumiu o papel de Matson quando os Handlers compraram sua parte no final dos anos 1940.
Handler detém o crédito pelo desenvolvimento da primeira boneca falante Chatty Cathy, usando um mecanismo de fala de puxar a corda, revolucionando a indústria de brinquedos. A Mattel continuou a desenvolver uma série de brinquedos falantes, incluindo Chatty Baby, Tiny Chatty Baby e Charmin' Chatty. Os brinquedos foram feitos para os favoritos dos desenhos animados, como Bugs Bunny e Porky Pig, e para personagens de televisão, como Herman Munster e Mr. Ed.
Quando a filha de Handler, Barbara, se casou com Allan Segal, eles criaram Allan, amigo de Ken. A boneca falante de 1965, Baby Cheryl, recebeu o nome do primeiro neto dos Handlers, e a boneca Todd da linha Barbie recebeu o nome do neto.
Handler foi o principal responsável por duas linhas adicionais de produtos da Mattel. Em 1966, a Mattel lançou bonecas menores chamadas Liddle Kiddles. Handler afirmou que queria que eles se parecessem com crianças em bairros da América. Eles foram esculpidos pela artista de bonecas Martha Armstrong-Hand. Kiddles foi um grande sucesso e continuou a ser produzido em diferentes versões até o início dos anos 1970. Outra linha de produtos foi a Hot Wheels, lançada em 1968, que deu origem a 10 000 modelos diferentes.
Chamada inicialmente de Mattel Creations, a empresa se tornou a maior fabricante de brinquedos do mundo em termos de receita. Em abril de 2008, a Mattel homenageou Handler com uma festa de aniversário de 90 anos em sua sede em El Segundo, Califórnia. Entre os convidados estava sua filha Barbara Segal, homônima da boneca Barbie.
Handler morreu de insuficiência cardíaca na madrugada de 21 de julho de 2011 em Los Angeles.